# Maison Bel-Air
Maison Bel-Air is een buitenhuis in de Franse overzeese gemeente Le Tampon in departement Réunion. Het werd gebouwd in 1908. Het gebouw is een beschermd historisch monument sinds 1984.